# Bernardia ovalifolia
Bernardia ovalifolia là một loài thực vật có hoa trong họ Đại kích. Loài này được Lundell mô tả khoa học đầu tiên năm 1976.